# Ordre d'Élisabeth (Autriche)
Pour les articles homonymes, voir Ordre de Sainte-Élisabeth.
L'ordre impérial autrichien d'Élisabeth (en allemand : Kaiserlich österreichischer Elizabeth-Orden ), fondé le 17 septembre 1898 par François-Joseph, empereur d'Autriche et roi de Hongrie, est un ordre honorifique destiné aux femmes. L'ordre est l'homonyme de Sainte Élisabeth de Hongrie, mais il a été créé pour honorer et commémorer la défunte épouse de François-Joseph, l'impératrice Élisabeth, assassinée la semaine précédente.
L'ordre était divisé en trois classes : grand-croix, première et deuxième classes. Il existait également une médaille Élisabeth pour le mérite civil.

## L'ordre
Selon l'expert en médailles et collectionneur Yuri Yashnev : 
La récompense était destinée aux femmes, quel que soit leur statut social ou leur religion, pour leurs mérites dans le travail religieux et caritatif. L'ordre comprenait quatre degrés : 
- la grand-croix ;
- la  première classe ;
- la seconde classe ;
- une croix du mérite.

Les récompenses étaient décernées, personnellement, par l'empereur. Les insignes de l'ordre devaient être rendus à l'État au décès du membre ou lors de l'avancement d'un degré inférieur à un degré supérieur. L'ordre est dissous lors de l'effondrement de la monarchie austro-hongroise.

## Attribution de 1898 à 1918

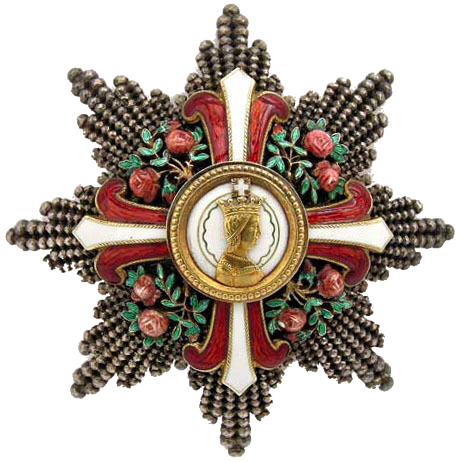
Médaille de la Grand-croix de l'ordre d'Élisabeth.

| Classe                                      | National | Étranger | Total |
| ------------------------------------------- | -------- | -------- | ----- |
| Grand-croix                                 | 036      | 045      | 081   |
| Ire classe avec étoile (après le 30.4.1918) | 01       | 02       | 03    |
| Ire classe                                  | 274      | 058      | 332   |
| 2e classe                                   | 462      | 038      | 500   |
| Croix d'Élisabeth (après le 30.4.1918)      | 01       |          | 01    |
| Médaille d'Élisabeth                        | 163      | 045      | 208   |

## Après 1918
L'ordre devient un ordre dynastique après la chute de la monarchie austro-hongroise, la grande-maîtresse étant l'épouse du chef de la maison de Habsbourg. L'impératrice Zita, déjà grand-croix en 1911 devient grande-maîtresse de 1916 jusqu'à sa mort en 1989, puis sa bru Regina lui succède en qualité de grande-maîtresse. L'ordre dynastique est attribué pour la dernière fois, en 1951, à Regina de Saxe-Meiningen, lors de son mariage avec le chef de la maison, l'archiduc Otto. Depuis 1951, il est considéré comme un ordre dormant.